# The Racing Cars
The Racing Cars is een Welshe popband, opgericht in 1973.

## Bezetting
- Graham Headley Williams (gitaar)
- Gareth 'Morty' Mortimer (gitaar, leadzang)
- Simon Davies (keyboard, zang)
- Colin Griffin (drums)
- Chris Thomas (basgitaar)
- Robert James Wilding (drums)

- David Land (basgitaar)
- Ray 'Alice' Ennis (gitaar)
- Paul Saurin (keyboards)
- Paul Rosser (drums, zang)
- Bob Watkins (basgitaar)
- Dave Iles (gitaar)

## Geschiedenis
De band tekende een contract bij een van de grootste Britse labels van deze tijd Chrysalis Records. Hun debuutalbum bevatte hun enige hitsingle They Shoot Horses Don't They? (#14, 1977) en werd geïnspireerd door de film They Shoot Horses, Don't They?. Tijdens een tournee om hun debuut-publicatie te promoten, speelden The Racing Cars in de achtergrond bij Bad Company in 1976, inclusief afspraken in Earls Court en het York Theatre Royal. Zonder enige soortgelijk verdere hitklasseringen, verkregen The Racing Cars uiteindelijk de gevreesde benaming van eendagsvlieg. Hoe dan ook, de band had voldoende kennis opgedaan tijdens het toeren om twee verdere albums uit te brengen, die gedeelten bevatten voor de sessie-pianist Geraint Watkins, de Amerikaanse saxofonist Jerry Jumonville, the Bowles Brothers Band en Ray Ennis (niet te verwarren met Ray Ennis van The Swinging Blue Jeans) van Newport, die eerder had gespeeld met de band Good Habit. Deze bereikten echter nooit hetzelfde niveau van hun eerste album. Gareth Mortimer en Graham Williams hadden samen gespeeld in plaatselijke bands zoals Morty & the Frantics en latere ontwikkelingen zoals Strawberry Dust. Ze waren zeer bekend in het Welshe clubcircuit.
The Racing Cars splitsten zich voor de eerste keer op tijdens de late jaren 1970. In 1980 bracht Morty het soloalbum Love Blind uit. In 1981 vervoegde Morty zich bij de band The Bleeding Hearts met de muzikanten Paul Rosser, Bob Watkins en Dave Iles. Er werd voorgesteld door Morty om zich Racing Cars te noemen. Toen deze band zich ontbond, zong leadzanger Morty in de achtergrond bij artiesten als The Beach Boys, Tina Turner en Bryan Adams. Morty deed zich samen met plaatselijke muzikanten en formeerde de Gareth Thomas Mortimer Band (GTM Band).
Morty, Williams en Rosser herenigden zich weer als Racing Cars. Ze gingen verder met het spelen van concerten in heel Europa, na een hervorming in 2000 met het nieuwe album Bolt From The Blue, dat werd uitgebracht bij DA Records en een concert in de Cardiff International Arena.
Hun laatste album Second Wind werd uitgebracht in oktober 2007. De band volbracht een concert in april 2009 in het Parc and Dare Theatre in Treorchy en maakte een optreden tijdens het tribute-concert voor Man-gitarist Micky Jones in Pontardawe in september 2010. Ze herenigden zich ook  voor een eenmalig concert Rock at the Park in het Merthyr Tydfil voetbalstadion, echter zonder Simon Davies.

## Discografie

### Singles
- 1976: They Shoot Horses Don't They? / Four Wheel Drive (Chrysalis Records)
- 1977: Ladee-Lo / Get Out and Get In (Chrysalis Records)
- 1977: Down by the River / Ticking Over (Chrysalis Records)
- 1977: Bring on the Night / When I'm Walking Home (Chrysalis Records)
- 1978: Bring on the Night / Second Best (Chrysalis Records)
- 1980: Are You Big Enough / Little Miss World (Polydor)

### Albums
- 1976: Downtown Tonight (Chrysalis Records)
- 1977: Live in Concert (ROIR)
- 1977: Weekend Rendezvous (Chrysalis Records)
- 1978: Bring on the Night (Chrysalis Records)
- 2000: Bolt from the Blue (origineel uitgebracht bij DA Records, Angel Air Records)
- 2007: Second Wind (Angel Air Records)

### NPO Radio 2 Top 2000
| Nummer met noteringen in de NPO Radio 2 Top 2000 | '99  | '00 | '01  | '02  |
| ------------------------------------------------ | ---- | --- | ---- | ---- |
| They Shoot Horses, Don't They?                   | 1673 | -   | 1902 | 1946 |

1. ↑  Een '-' betekent dat het nummer niet was genoteerd en een vetgedrukt getal geeft de hoogste notering aan.
2. ↑  Deze tabel is bijgewerkt tot en met de laatste editie (2024).